# Sipőcz Ernő
Sipőcz Ernő (Szombathely, 1953. január 1. – Szombathely, 2016. április 17.) zenész, gitáros, énekes, a Lord együttes alapító frontembere, később a Sipőcz Rock Band énekese.

## Életpályája
1968-ban kezdte zenei pályafutását. Általános iskolai tanulmányai után vendéglátóipari szakközépiskolába jelentkezett, ahol találkozott Puskás Ferivel (Puli), és zenekart alapítottak, a Remix gyár pinceklubjában próbáltak és léptek fel. 
Később Vépre került, ahol megalapította első igazi zenekarát Hell's Angels néven, és amiben basszusgitározott és énekelt. Az Omega, Illés, Slade és a Sweet együttesek számait játszották. 
1972-ben Vida Ferenccel közösen megalapította a Lord zenekart. A Lord (ős-Lord) énekese a kezdeti időszakban, ekkor születtek az együttes első saját dalai is, melyek szövegét sok esetben felesége írta. A legelső saját szerzemény a "Rakétamotor". A lendületes heavy-szám hamar elnyerte az egyre növekedő rajongótábor tetszését, Sipőcz jellegzetes előadásában. Igyekezett feloldani az addig meglehetősen merev színpadi képet, az ének szüneteiben rohangált, letérdelt, vagy a dobnak „vezényelt".
1981-ben megélhetési okok miatt elköszönt a zenekartól. A szombathelyi Sportházban lépett fel utoljára a Csehszlovák Fermata és az East társaságában. Leállása alaposan felbolygatta a rajongótábort, nehezen bírták elviselni a kedvenc kiválását. 
Nem sokkal utána Som Lajos személyesen kereste meg, aki a Piramisba keresett énekest Révész Sándor kiválása után, Sipőcz Ernő azonban nem akart Pestre költözni Szombathelyről, így nem élt a lehetőséggel.
Ezek után évekig nem foglalkozott zenével, de végül 1995-ben megalapította a Sipőcz Rock Bandet, amely Sipőcz Ernő 2016-ban bekövetkezett halála után is működő zenekar. A Sipőcz Rock Band repertoárjának mintegy harmadát a Lord régi időszakából született dalok tették ki, de feldolgozásokat is játszottak, a '70-es és '80-as évek hazai rock legendáitól (Edda, P. Mobil, Bikini, Korál stb.). A zenekarban több korábbi Lord-tag (Szántai Gyula, Harangozó Gyula, Paksi János, Török József) is megfordult.
1995-ben Vida Ferenc kiadója megjelentette a régi Lord együttes ("ős-Lord") dalainak összeállítását Fehér galamb (1972–1982) címmel. A kis példányszámú, különleges kiadvány hamar elfogyott a boltok polcairól. A dalokat Sipőcz Ernő, a Lord egykori tagja énekelte fel, gitáron pedig Szántai Gyula működött közre.
1997-ben az LMS Records gondozásában jelent meg saját hanglemezük "Kőszív" címmel, amely az együttes 1972–1982 közötti dalait tartalmazza.

## Zenekarok
- Lord (1972-1981)
- Sipőcz Rock Band (1995-2016)

## Külső hivatkozások
- Így indult a Lord zenekar
- Egy héttel a műtétje után már a színpadon énekelt Sipőcz Ernő
- Elhunyt Sipőcz Ernő a Lord egyik alapító tagja, a banda eredeti frontembere